# Cantó d'Irigny
El cantó d'Irigny era una divisió administrativa francesa del departament del Roine. Comptava amb 4 municipis i el cap era Irigny. Va existir de 1985 a 2014.

## Municipis
- Charly
- Irigny
- Pierre-Bénite
- Vernaison

| Data d'elecció | Identitat           | Partit             | Qualitat |
| -------------- | ------------------- | ------------------ | -------- |
| 1985-2014      | Jean-Luc da Passano | UDF, després MoDem |          |